# Charlotte Kerner
 Charlotte Kerner (n. 12 noiembrie 1950, Speyer, RFG) este o scriitoare și jurnalistă germană. În anul 1987 este distinsă cu premiul german al tineretului pentru literatură (Jugendliteraturpreis). În anul 2000 primește alte premii pentru biografia Lisei Meitner sau pentru romanul „Blueprint”. Alte opere ale ei stau pe lista de propuneri pentru premii a tinerilor scriitori sau premiul evanghelic „Evangelischer Buchpreis”.